# 24kGoldn
Golden Landis Von Jones (San Francisco,  California, 13 de noviembre de 2000), conocido por su nombre artístico 24kGoldn, es un cantante, compositor y actor estadounidense. Saltó a la fama con su sencillo de 2019 "Valentino", que alcanzó el puesto 92 en el Billboard Hot 100. Fue certificado platino por la RIAA en abril de 2020. En julio de 2020, Golden lanzó el sencillo "Mood", que alcanzó el número uno en el Billboard Hot 100 y se convirtió en la canción más alta de su carrera.

## Carrera
El primer video musical de Golden, "Trappers Anthem", fue lanzado en 2017. En enero de 2019, lanzó el sencillo "Valentino", que recibió más de 100 millones de reproducciones en Spotify. Recibió su primer contrato discográfico a través del productor D. A. Doman. Él atribuye su "madurez y desarrollo" al rapero Paypa Boy, quien inicialmente lo llevó a grabar música. 24kGoldn saltó a la fama con su sencillo de 2019 "Valentino", que alcanzó el número 92 en el Billboard Hot 100. Golden lanzó su EP debut Dropped Outta College en noviembre de 2019. En 2020, Golden ganó más atención con el sencillo "City of Angels", que se lanzó oficialmente a la radio alternativa estadounidense el 31 de marzo de 2020; siguió en mayo de 2020 con un remix oficial de la canción del cantante y compositor inglés Yungblud. El 20 de mayo, 24kGoldn apareció en el remix del sencillo de Olivia O'Brien "Josslyn.
El 11 de agosto de 2020, fue incluido en la clase Freshman 2020 de XXL, colocándose en la décima posición después de recibir la mayor cantidad de votos de los fanáticos. Ese mismo mes, el sencillo de Golden de julio de 2020 "Mood" con Iann Dior llegó a las listas debido a su éxito en TikTok. Continuó hasta alcanzar el puesto número cinco en el Billboard Hot 100, convirtiéndose en la canción con las listas más altas de su carrera.

## Vida personal
24kGoldn creció en San Francisco, California y asistió a Lowell High School, una escuela pública selectiva. Cuando era niño, 24kGoldn actuó en comerciales. Golden cantó en el coro en la escuela media y secundaria y con eso, la importancia de la música en su vida creció con su "propio crecimiento". Antes de darse cuenta de que podía hacer música profesionalmente, planeó convertirse en administrador de fondos de cobertura. Golden asistió a la Universidad del Sur de California, donde se unió al Capítulo Beta-Sigma de la fraternidad Tau Kappa Epsilon, como iniciado en la primavera de 2019. Inicialmente tomó una licencia de la escuela para seguir su carrera de rap. Golden manifestó que no estaba anticipando "que las cosas iban a pasar tan rápido cuando yo llegué a la USC", y no pensaba que terminaría la Universidad, pero quería redondear el año escolar para desarrollar aún más las relaciones que hizo, afirmando su amor por estar en el campus y que ser estudiante lo mantenía "conectado a la tierra".

## Discografía

### Álbumes de estudio
| Título    | Detalles |
| --------- | --- |
| El Dorado | - Lanzamiento: 26 de marzo de 2021 - Discográfica: Records, Columbia - Formato: Descarga digital, streaming |

### Streaming
| Título                | Detalles | Posicionamiento |
| Título                | Detalles | US              |
| --------------------- | --- | --------------- |
| Dropped Outta College | - Lanzamiento: 22 de noviembre de 2019 - Discográfica: Records, Columbia - Formato: Descarga digital, streaming | 122             |

### Canciones

#### Como artista principal
| Título                                 | Año  | Posicionamiento | Posicionamiento | Posicionamiento | Posicionamiento | Posicionamiento | Posicionamiento | Posicionamiento | Posicionamiento | Posicionamiento | Posicionamiento | Certificaciones                 | Álbum                 |
| Título                                 | Año  | US              | US R&B /HH      | US Rock         | AUS             | CAN             | IRE             | NLD             | NZ              | SWE             | UK              | Certificaciones                 | Álbum                 |
| -------------------------------------- | ---- | --------------- | --------------- | --------------- | --------------- | --------------- | --------------- | --------------- | --------------- | --------------- | --------------- | ------------------------------- | --------------------- |
| "Ballin' Like Shareef"                 | 2018 | —               | —               | —               | —               | —               | —               | —               | —               | —               | —               |                                 |                       |
| "Valentino"                            | 2019 | 92              | 42              | —               | —               | 38              | —               | —               | —               | —               | —               | - RIAA: Platinum - MC: Platinum | Dropped Outta College |
| "Time for That"                        | 2019 | —               | —               | —               | —               | —               | —               | —               | —               | —               | —               |                                 |                       |
| "A Lot to Lose"                        | 2019 | —               | —               | —               | —               | —               | —               | —               | —               | —               | —               |                                 | Dropped Outta College |
| "Games on Your Phone"                  | 2019 | —               | —               | —               | —               | —               | —               | —               | —               | —               | —               |                                 | Dropped Outta College |
| "Dropped Outta College"                | 2019 | —               | —               | —               | —               | —               | —               | —               | —               | —               | —               |                                 | Dropped Outta College |
| "City of Angels"                       | 2020 | —               | —               | 7               | 25              | 54              | 26              | 88              | 38              | —               | 25              | - RIAA: Gold - ARIA: Gold       | Dropped Outta College |
| "Unbelievable" (featuring Kaash Paige) | 2020 | —               | —               | —               | —               | —               | —               | —               | —               | —               | —               |                                 |                       |
| "Water Run Dry" (with Chelsea Collins) | 2020 | —               | —               | —               | —               | —               | —               | —               | —               | —               | —               |                                 |                       |
| "Mood" (con Iann Dior)                 | 2020 | 5               | —               | 1               | 2               | 1               | 1               | 1               | 2               | 1               | 1               |                                 |                       |

#### Como artista destacado
| Título                                                         | Año  | Posicionamiento | Posicionamiento | Posicionamiento | Posicionamiento | Álbum    |
| Título                                                         | Año  | US Dance        | CAN             | IRE             | UK              | Álbum    |
| -------------------------------------------------------------- | ---- | --------------- | --------------- | --------------- | --------------- | -------- |
| "2drunk" (MAJ featuring 24kGoldn)                              | 2019 | —               | —               | —               | —               | Majestic |
| "Pretty" (Landon Cube featuring 24kGoldn)                      | 2019 | —               | —               | —               | —               |          |
| "Problems (Remix)" (DeathbyRomy featuring 24kGoldn)            | 2020 | —               | —               | —               | —               |          |
| "Tinted Eyes" (DVBBS featuring blackbear and 24kGoldn)         | 2020 | 23              | 63              | —               | —               |          |
| "Eighties" (Landon Cube featuring 24kGoldn)                    | 2020 | —               | —               | —               | —               |          |
| "Belt" (Lil Dexx featuring 24kGoldn)                           | 2020 | —               | —               | —               | —               |          |
| "Tick Tock" (Clean Bandit and Mabel featuring 24kGoldn)        | 2020 | 14              | —               | 15              | 12              |          |
| "—" denota una grabación que no se registró o que no se lanzó. |      |                 |                 |                 |                 |          |

### Canciones promocionales
| Título          | Año  | Álbum |
| --------------- | ---- | ----- |
| "Ice Cream Man" | 2018 |       |
| "Workin'"       | 2019 |       |

### Apariciones de invitados
| Título            | Año  | Otros artistas             | Álbum                            |
| ----------------- | ---- | -------------------------- | -------------------------------- |
| "Picture Perfect" | 2019 | Gabeo                      | Lock Up Lilies Bloom             |
| "Love Dies"       | 2019 | 12AM                       |                                  |
| "SIDELINES"       | 2019 | Just Juice                 |                                  |
| "Earthquake"      | 2020 | KRYPTO9095                 |                                  |
| "LIT"             | 2020 | Lonr.                      | Land of Nothing Real             |
| "Josslyn"         | 2020 | Olivia O'Brien             | The Results Of My Poor Judgement |
| "Bayside"         | 2020 | Skizzy Mars                | Free Skizzy Mars                 |
| "Take It Slow"    | 2020 | Internet Money, TyFontaine | B4 the Storm                     |

## Tours
- El Dorado Tour[32]